# Можайско-Малоярославецкая операция
Можайско-Малоярославецкая операция — оборонительная операция Западного фронта, проводившаяся 10 октября — 30 октября 1941 года в ходе Битвы за Москву. Цель — не допустить прорыва противника к Москве.  
Готовясь отражать новое наступление ГА «Центр», главным рубежом сопротивления советское командование определило Можайскую линию обороны. 
Советские войска, уступая противнику в численности, оказали ему упорное сопротивление на калужском, малоярославецком, можайском и волоколамском направлении. Бои развертывались разновременно, вдоль дорог, при отсутствии сплошного фронта. Советским частям приходилось вступать в бой с ходу. 
Немцы так и не прорвали новый фронт обороны на Можайской линии, хотя и заняли города Калуга, Малоярославец, Можайск, Волоколамск. К концу октября РККА остановила немецкие ударные группировки .

## Предшествующие события
В сентябре 1941 немцы начали операцию "Тайфун" по захвату столицы СССР.  
Защитники построили вокруг Москвы пять рубежей обороны: три близко к столице, подальше Можайский рубеж, еще дальше Ржевско-Вяземский рубеж. 
К 7 октября фронт на дальних подступах к Москве рухнул. Планомерного отхода на вяземскую, а затем можайскую линии обороны у советских армий не получилось. Вяземский рубеж вместе с армиями оказался внутри обширного котла. В советской обороне образовалась брешь в 500 км.  
В Вяземском и Брянском котлах оказались пять советских армий: 16 А, 19 А, 20 А, 24 А и 32 А. Потери РККА доходили до миллиона - убитыми, раненными, плененными. Теперь путь к столице войскам ГА «Центр» ничто не преграждало. Единственную на пути к Москве серьезную систему оборонительных сооружений – Можайскую линию обороны – занимать было просто нечем. 
Инициатива полностью перешла к наступающим. Немцы приближались к Можайской линии. Это создало реальную опасность Москве. Но противнику требовалось время - на замену пехотой танков, удерживающих периметр котлов, и на бросок высвободившихся моторизованных корпусов на Москву. 
В распоряжении советского командования оказалось 1,5 недели. Ставка активно стягивала резервы к столице. В состав ЗФ за неделю прибыло пополнение: 14 стрелковых дивизий, 16 танковых бригад, больше 40 артполков и другие части. Войска прибывали из резерва Ставки, с СЗФ, ЮЗФ и из Московского военного округа.

## Подготовка

### РККА
Для организации противотанковой обороны в Можайск 4 октября направляется начальник артиллерии Резервного фронта Леонид Говоров, 9 октября создается Можайская линия обороны (командующий Павел Артемьев, замком Говоров). 
Главная передняя полоса Можайской линии обороны проходила по рубежу р. Лама, Волоколамск, Бородино, Ильинское, Детчино, Калуга, Тула. Вторая полоса проходила по рубежу Клин, Истринское водохранилище, Истра, Звенигород, р. Москва, Нарские пруды, Наро-Фоминск, р. Нара, Серпухов. Третья полоса шла через Хлебниково, Нахабино, Домодедово.
Оборудование Можайской линии не было закончено. Так, огневых точек построили лишь 40% от запланированных. На передней линии выделяют три укрепрайона: 
- Волоколамский УР № 35, фронт 119 км. Самая низкая готовность укреплений: построили 36% ДОТов (74 из 203)  и 13% ДЗОТов (43 из 315).
- Можайский УР № 36, фронт 80 км
- Малоярославский УР № 37, фронт 56 км

Предполагалось, что Можайский рубеж займут 25 дивизий: в УРе 35 - шесть сд, в УРе 36 - пять сд, в 37-м УРе - шесть сд. В Калужском УРе 38 на фронте 75 км - четыре сд. На каждом направлении намечалось иметь стрелковую дивизию в резерве.
Однако 25 дивизий у командующего МВО Артемьева не было. К началу октября у МВО были лишь военные училища и две запасные стрелковые бригады. Эти скромные силы немедленно выдвинули - занимать Можайскую линию обороны, где все еще работали десятки тысяч строителей-москвичей и жителей Подмосковья.  
6 и 7 октября линию занимали поднятые по тревоге училища, отдельные части и подразделения. 
- Волоколамский УР: Военное пехотное училище Верховного Совета РСФСР, батальон 108-го запасного стрелкового полка 33-й стрелковой бригады, две батареи ПТО (по восемь 85-мм орудий).
- Можайский УР: два батальона 230-го запасного стрелкового полка, батальон Военно-политического училища, отряд Военно-политической академии, Особый кавалерийский полк, танковая рота, два полка ПТО.
- Малоярославецкий УР: Подольское пехотное и артиллерийское училища, 108-й запасной стрелковый полк (без одного батальона), 395-й артполк ПТО (8 зениток 85-мм  обр. 1939 г.), 64-й артполк, 517-й артполк.
- Калужский УР: на начальном этапе сражения не получил войск для заполнения. Ему предстояло силами гарнизона прикрыть направление Мосальск-Калуга.

К 10 октября Можайскую линию, рассчитанную на 150 батальонов, заняли 45 батальонов (на 1 км фронта - 0,2 батальона).
10 октября комфронта ЗФ стал Георгий Жуков, Иван Конев - его заместителем. 
В состав ЗФ передали оставшиеся войска Резервного фронта и три дивизии из-под Ленинграда (их приготовили, чтобы снять блокаду Ленинграда). Постепенно в ЗФ вошли соединения из внутренних округов: 93-я сд и 82-я мотострелковая дивизия из Забайкальского фронта, 31-я сд из Закавказского фронта. А из Средней Азии - 238-я сд и три бомбардировочных авиаполка.
Пополнили ЗФ - правда, лишь к концу октября - даже соединения из рухнувшего под Киевом ЮЗФ: 2-й кавкорпус Белова и 1-я мотострелковая дивизия.
Можайскую линию обороны занимали в том числе войска, вышедшие из Вяземского котла. Так, счастливчиком стала 53-я сд, чей командир в первые дни операции «Тайфун» оценил обстановку и повел подопечных на восток, умудрившись проскочить Юхнов за несколько часов до входа в город дивизии «Дас Райх». Далее дивизия двигалась на Медынь, где приняла активное участие в восстановлении фронта. 
Развернулись немногочисленные вновь сформированные армии: 
- у Волоколамска - 16 А Рокоссовского
- у Можайска - 5 А Лелюшенко, с 17 октября Говорова
- у Наро-Фоминска - 33 А Онуприенко, с 25 октября Ефремова
- у Малоярославца - 43 А Акимова, с 29 октября Голубева
- у Серпухова - 49 А генерала Захаркина

Показательно, насколько постепенно заполнялись армии подъезжающими войсками. Дмитрий Лелюшенко вспоминал, как начштаба Шапошников уверенно информировал его:  
В ближайшие два дня в 5-ю А прибудет с Дальнего Востока 32-я СД, из Московского округа – 20-я и 22-я ТБ и четыре противотанковых артполка. Через 5–8 дней поступят еще четыре СД, формирующиеся на Урале. Кроме того, вам передаются 18-я и 19-я ТБ - сейчас они ведут тяжелые бои под Гжатском. Бригады малочисленные, но стойкие.  
Для удобства управления 17 октября из армий правого крыла Западного фронта (22, 29, 31 и 30-я), прикрывавших Москву с северо-запада, образовали Калининский фронт. 

### Вермахт
Командование Вермахта ошибочно считало, что советские войска перед фронтом ГА «Центр» полностью разбиты, их резервы израсходованы.  

Чрезмерно оптимистичной называет историк Алексей Исаев оценку обстановки командованием ГА «Центр». По оценке штаба ГА "Центр" от 8 октября:  
…сложилось впечатление, что в распоряжении противника нет крупных сил, которые он мог бы противопоставить дальнейшему продвижению группы армий на Москву… Для обороны Москвы, по показаниям военнопленных, русские располагают дивизиями народного ополчения, которые  частично уже введены в бой и находятся в окружении.  
Первое следствие заниженной оценки возможностей советских войск - решение о повороте на север, на Калинин. Оно автоматически выводило из игры крупные подвижные соединения ГА «Центр».  
7 октября немецкая 9-я А получила задачу - вместе с частями 3-й ТГ выйти на рубеж Гжатск-Сычевка, и сосредоточиться для наступления на Калинин или Ржев. Цель плана: разгром противника в р-не Белый-Осташков и нарушение сообщения между Москвой и Ленинградом.  

Впоследствии бывший начштаба 4-й ТГ генерал Шарль де Боло утверждал, что «Московская битва была проиграна 7 октября». По его мнению, все соединения 4-й ТГ и 3-й ТГ нужно было бросить на Москву. Де Боло писал:   
к 5 октября были созданы прекрасные перспективы для наступления на Москву. 
Эти перспективы не были использованы, самые сильные соединения повернули на Калинин. 
Есть и второе следствие оптимистичности Вермахта. ГА Центр не стала дожидаться подхода сил, удерживающих котлы у Вязьмы и Брянска. И выступила "малыми силами": лишь 2 армейских и 2 моторизованных корпуса. Однако в последующем силы немецких войск здесь постоянно наращивались. 

## Ход операции
9 октября противнику удалось захватить Гжатск, и его войска устремились к Можайску. На 125-м км Минского шоссе у деревни Ельня 5-й А приняла первый бой. Здесь проходил передний край Можайского укреплённого района. 
Эти позиции оборонял батальон капитана П. И. Романова из 17-го стрелкового полка. В дотах по обеим сторонам шоссе были установлены противотанковые орудия. Перед появлением противника саперы 467-го отдельного батальона взорвали мост через речку Еленку.
10 октября завязались бои под Калугой и Малоярославцем.   
На калужском направлении двум немецким армейским корпусам противостояли две стрелковые дивизии. Используя большое превосходство в силах и незавершенность оборудования Калужского УР, немцы 13 октября овладели Калугой. Прорвав оборону 49 А, они устремились к Тарусе и Малоярославцу. 
43 А Голубева обороняла Малоярославецкий УР, который пересекали две крупные автотрассы Варшавское и Киевское шоссе. Гарнизон УРа в то время состоял лишь из запасного стрелкового полка и отрядов подольских курсантов из пехотного и пулемётно-артиллерийского училищ. Они героически отражали атаки немецких мотокорпусов. Лишь через пять дней, 18 октября, противнику удалось захватить Малоярославец. Подробнее о боях в статье Подольские курсанты.   
Тяжелое положение создалось и под Наро-Фоминском. Командование ЗФ, используя выигранное время, сняло с неатакованных участков и направило 4 дивизии к Наро-Фоминску, Серпухову и Алексину. В результате 23-24 октября остановили наступление противника советские 33 А и 43 А на р. Нара, а к 23 октября части 49 А - на подступах к Серпухову, у Тарусы и Алексина. 
На можайском направлении противник начал наступать 14 октября силами 2 мотокорпусов. В Можайском УРе к тому времени развернулась лишь 32-я сд полковника Виктора Полосухина. Против нее и пришёлся удар немецкого 40-го мотокорпуса. С 16 октября Полосухину помогали две танковые бригады: 18-я Дружинина и 19-я Калиховича. На 6 суток советские части задержали противника на Бородинском поле. Только 18 октября противник овладел Можайском.  
Остановить здесь немцев получилось к 26-27 октября. Советскую 5 А усилили двумя дивизиями. И она в ожесточенных боях остановила противника на рубеже западнее и юго-западнее Кубинки.  
На волоколамском направлении противник нанес удар 17 октября. 10 дней здесь отражала непрерывные атаки немцев 16 А Рокоссовского. Удар немецкого армейского корпуса на Волоколамск с запада приняли части 316-й сд Ивана Панфилова и курсантский полк училища им. Верховного Совета РСФСР полковника Семена Младенцева. В помощь армейскому корпусу немцы направили два мотокорпуса, наступающие с юго-запада и юга. Это создало подавляющее превосходство в силах. 27 октября советской 16 А пришлось оставить Волоколамск и занять оборону восточнее города. 
Чтобы остановить противника на волоколамском направлении, командование ЗФ привлекло основные силы авиации: 210 истребителей и 200 бомбардировщиков.

## Итоги
К концу октября войска ЗФ остановили ударные группировки немцев на рубеже восточнее Волоколамска и далее по р. Нара и Ока до Алексина.
В ходе Можайско-Малоярославецкой операции немцам ценой больших потерь удалось вклиниться в оборону советских войск на глубину 20-75 км. Но прорвать фронт обороны, созданный на Можайской линии, они не смогли. 
Можайско-Малоярославецкая операция сыграла важную роль в срыве немецкого плана захвата Москвы. 
Четкое управление, умелый маневр силами, своевременный ввод оперативных и стратегических резервов, стойкость и героизм советских войск обеспечили успех операции.